# Grynet Molvig
Ann-Kristin Molvig (født 23. december 1942), bedre kendt som Grynet Molvig, er en norsk skuespillerinde og sangerinde. Hun sig igennem i 1960'erne med kunstnere som Kjell Karlsen og Willy Andresen. Senere begyndte hun også at optræde i Sverige, ofte sammen med Povel Ramel. Samtidig medvirkede Molvig i film og er blandt andet kendt sin medvirken i komediefilmen Manden, som holdt op med at ryge (1972), hvor hun spillede rollen som Beatrice Morris.
Molvig har været gift tre gange, anden gang med komponisten Alfred Janson og senere med den svenske greve Carl Adam Lewenhaupt. Med Janson fik hun en søn, Teodor Janson, der også er skuespiller.

## Udvalgt filmografi
- Musik og sjov i trøjen (1962)
- Dirch og blåjakkerne (1964)
- Prinsessen (1966)
- Het snö (1968)
- Bamse (1968)
- Manden, som holdt op med at ryge (1972)
- Bluff stop (1977)
- Forbudt for børn (1979)
- Skrald (1981)
- Folk og røvere i Kardemomme by (1988)
- En gang i Phuket (2011)
- Gåsmamman (tv-serie, 2015-2021)

## Diskografi
- Tulutta og Makronelle (RCA, 1960)
- Alle hjerter slår hvor Elisabeth går/Alexander (1961)
- Ingen blomster/Far cha cha (1961)
- Jeg snakker med meg selv/Hit, men ikke lenger (RCA, 1962)
- Det er fest oppi lia/Jonathan
- Johan på Sneppen-Twist/Di-di o-dei (RCA, 1962)
- Det var du som sa nei/Cinderella (RCA, 1962)
- Ser du Jan, så hils fra meg (1963)
- Det här är ditt land/Vals palet (RCA, 1963)
- Det er så ensomt å leve uten deg/Lykkeland (RCA, 1964)
- Morfars husmannsplass (Cottonfields)/Jenka (1964)
- Grynet Molvig samleplate (LP, 1964).
- Med lokk og lur/Karusell (1965)
- Kom ta min hånd/skrift i sand (1967)
- Ola, Ola, min eigen unge/Eg ser deg ut for gluggen (1967) med Bengt Hallberg
- Älskog. 17 utomordentlg vackra och lustiga folkvisor om kärlek (YTF Records, 1971). Med Finn Zetterholm
- Grynet sjunger Edvard Grieg (Proprius, 1974). Arrangement af Alfred Janson.